# Майборода, Сергей Иванович
Сергей Иванович Майборода (укр. Сергій Іванович Майборода; 22 июня 1971, Киев, Украинская ССР, СССР — 21 декабря 2017, Киев) — советский и украинский футболист, полузащитник, тренер по пляжному футболу.

## Биография
Воспитанник СДЮШОР «Динамо» (Киев). Начинал играть в командах «Нива» (Мироновка), «Рось» (Белая Церковь), «Химик» (Северодонецк).
В 1993 году перешёл в харьковский «Металлист», где 13 октября 1993 года в игре против «Торпедо» (Запорожье) (0:3) дебютировал в высшей лиге чемпионата Украины. В 1996 году играл в высшей лиге за «Николаев».
В 1997—2000 годах выступал во втором дивизионе чемпионата России в командах «Торпедо» (Волжский), «Лада-Тольятти-ВАЗ», «Металлург» (Липецк), «Газовик-Газпром» (Ижевск), «Торпедо-Виктория» (Нижний Новгород), «Балтика» (Калининград). Его последней профессиональной командой стал узбекский «Пахтакор», в составе которого он стал чемпионом страны.
Завершил игровую карьеру в 2003 году в любительском коллективе «Днепр» (Киев), где играл вместе с такими футболистами как Руслан Теодорович и Олег Надуда.
Тренировал украинские клубы по пляжному футболу. С командой «Майндшер» становился чемпионом Украины.

## Достижения
- Обладатель Кубка Узбекистана 2001 года.
- Серебряный призёр чемпионата Узбекистана 2001 года.

## Личная жизнь
Сын Алексей (род. 1994) тоже стал футболистом, выступает на позиции вратаря.
Сергей Майборода умер 21 декабря 2017 года в Киеве в возрасте 46 лет.